# Oxmul
Oxmul es un yacimiento arqueológico maya localizado al oriente de la ciudad de Mérida, Yucatán. Se encuentra cercano a las poblaciones de Chichí Suárez y Sitpach.
Consta de varias plataformas e incluso en una estructura se hallaron urnas funerarias (ollas) y sistas (sarcófagos) correspondientes a individuos de diversas edades y ambos sexos, algunas de ellas con ofrendas. Fueron en total 75 entierros.
Algunas subestructuras ceremoniales a manera de altares tienen forma circular y tienen estuco. Se encontraron también cuatro maquetas en las que destaca una pirámide de arquitectura Petén y varios templos mayas las cuales presuntamente representan alguna población cercana (Thó) o la tierra de origen de los habitantes. Tales maquetas están asociadas a una cueva natural.
Se hallaron vestigios de cerámica de la región de Usumacinta y Guatemala, lo que hace fechar el lugar en el Clásico Tardío.

## Galería

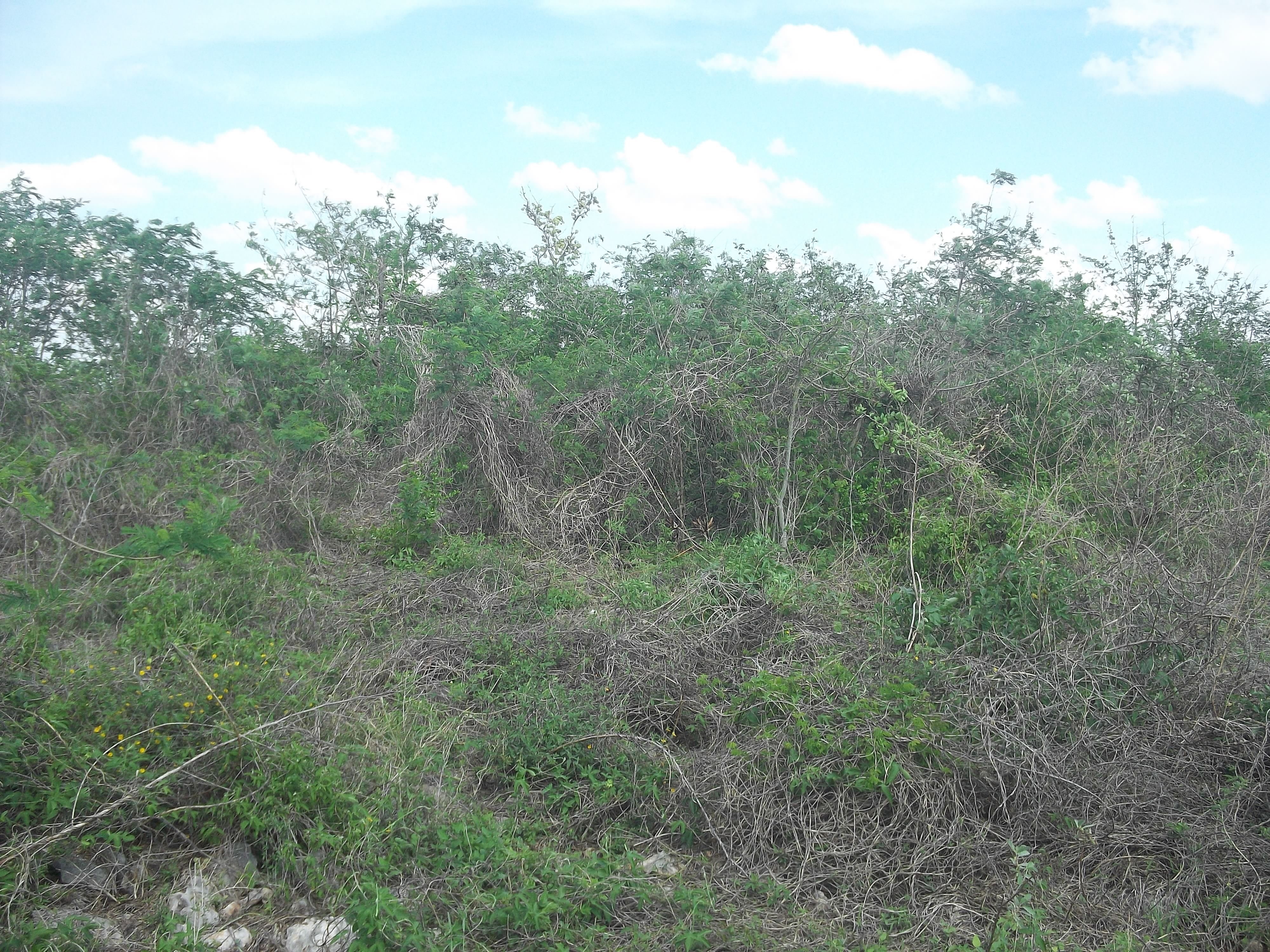
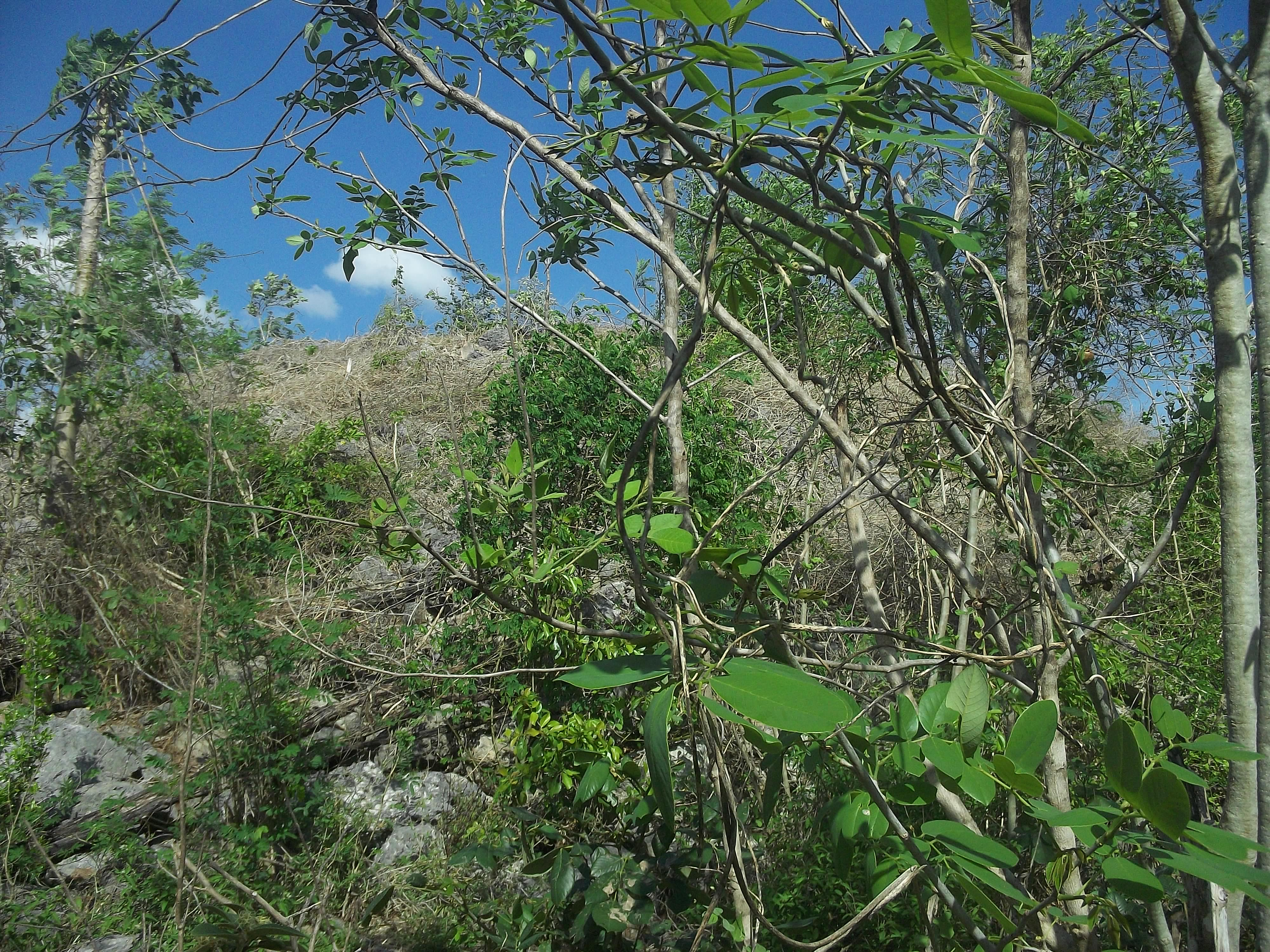
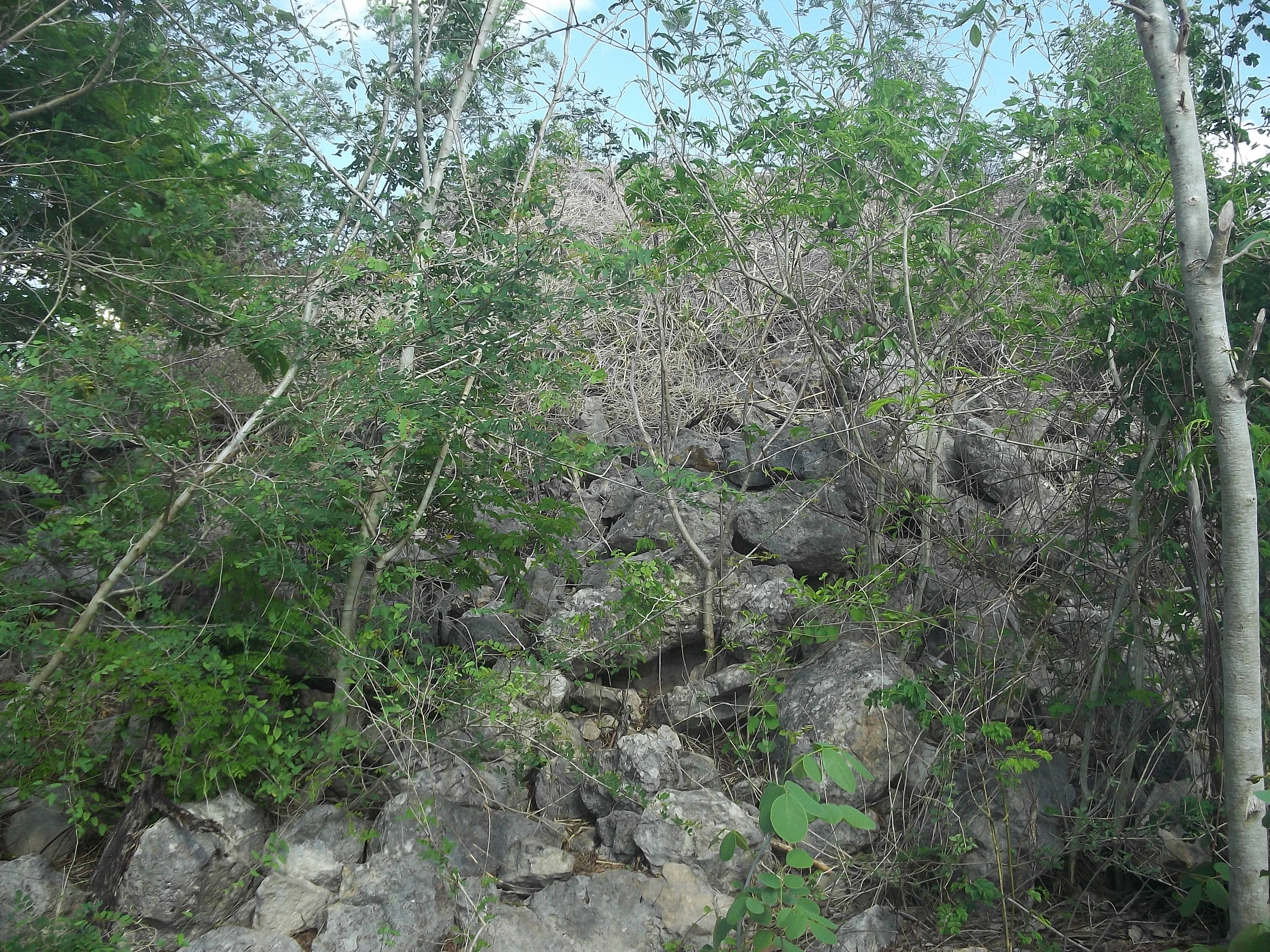
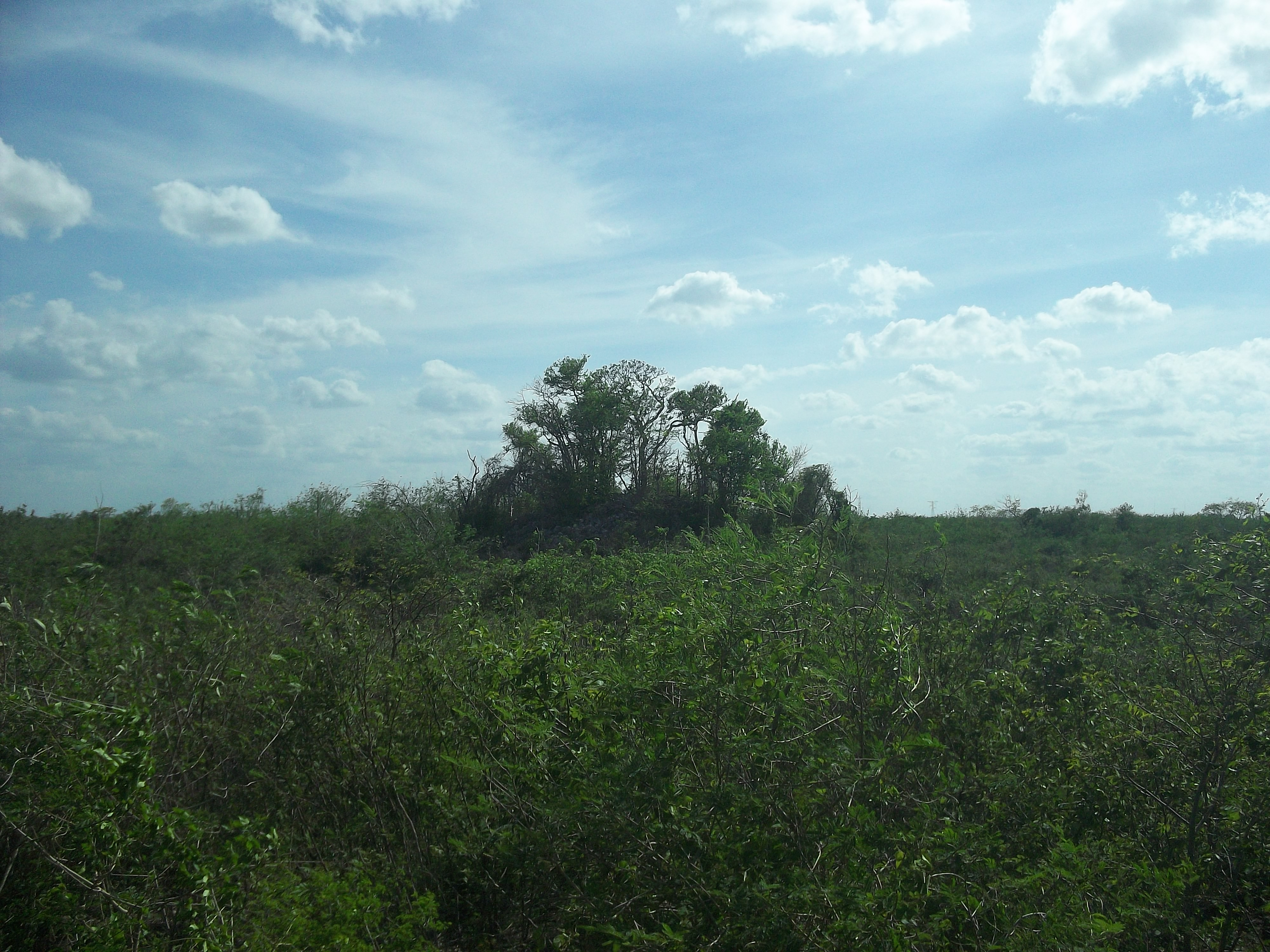
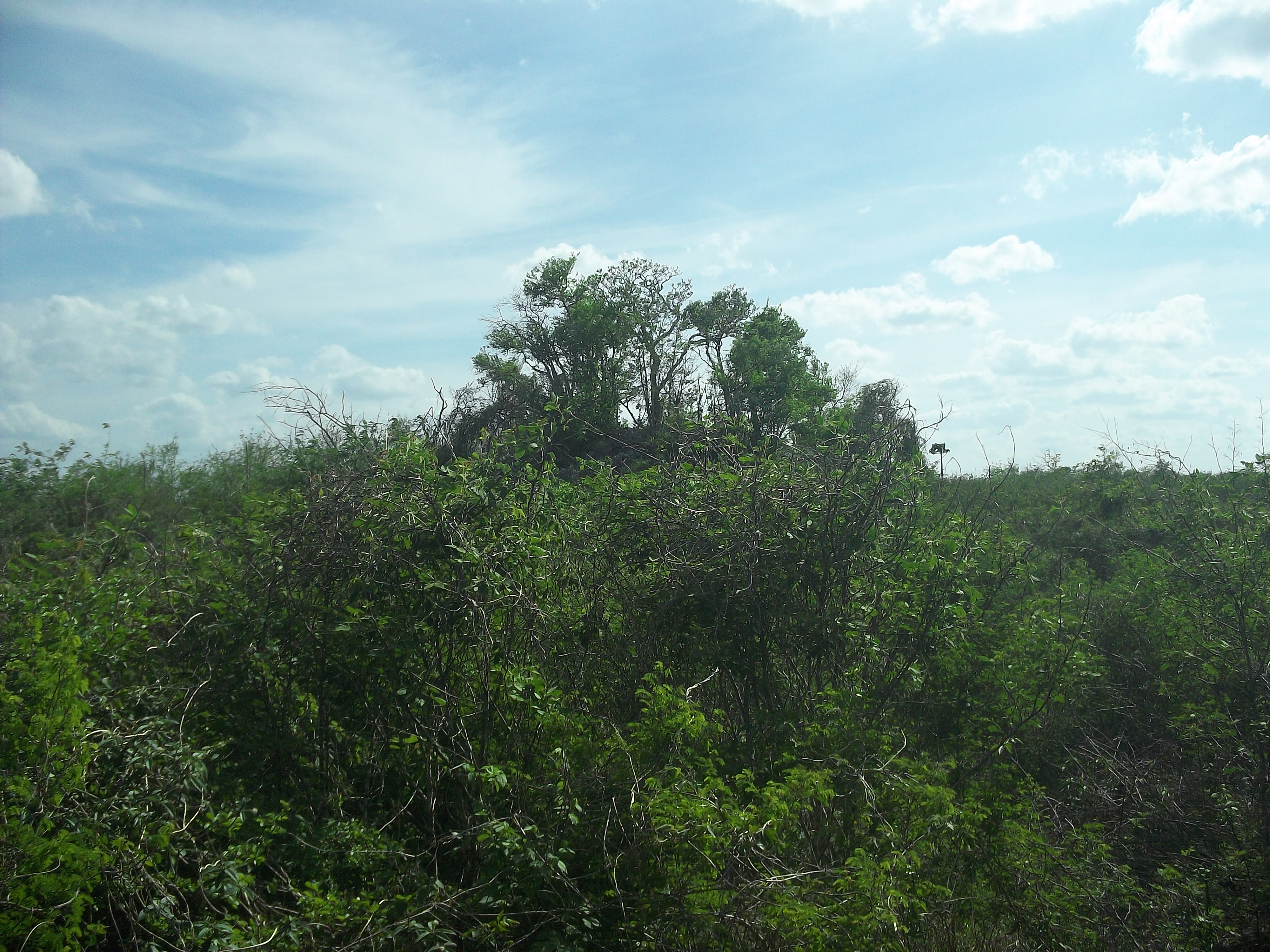
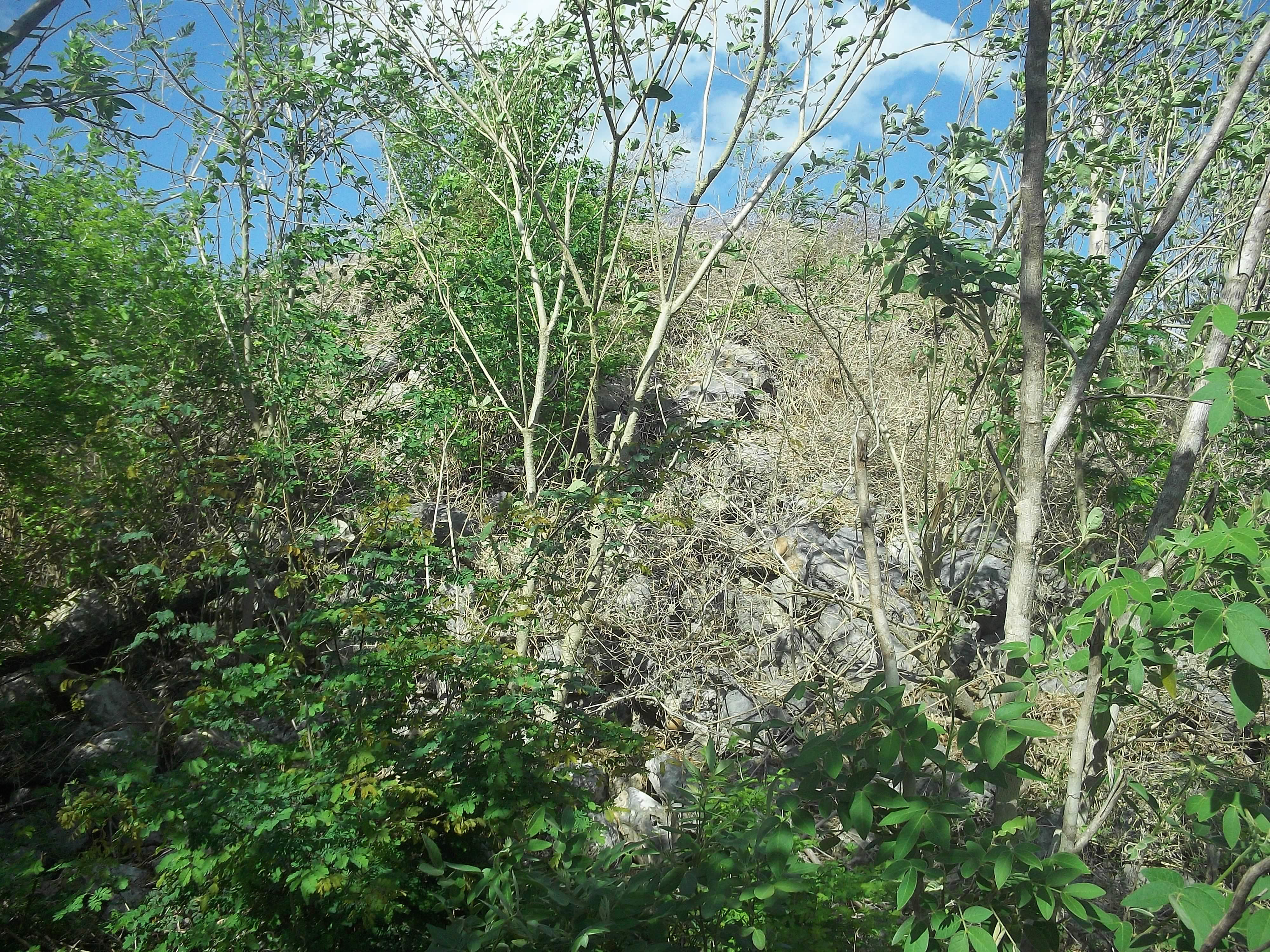
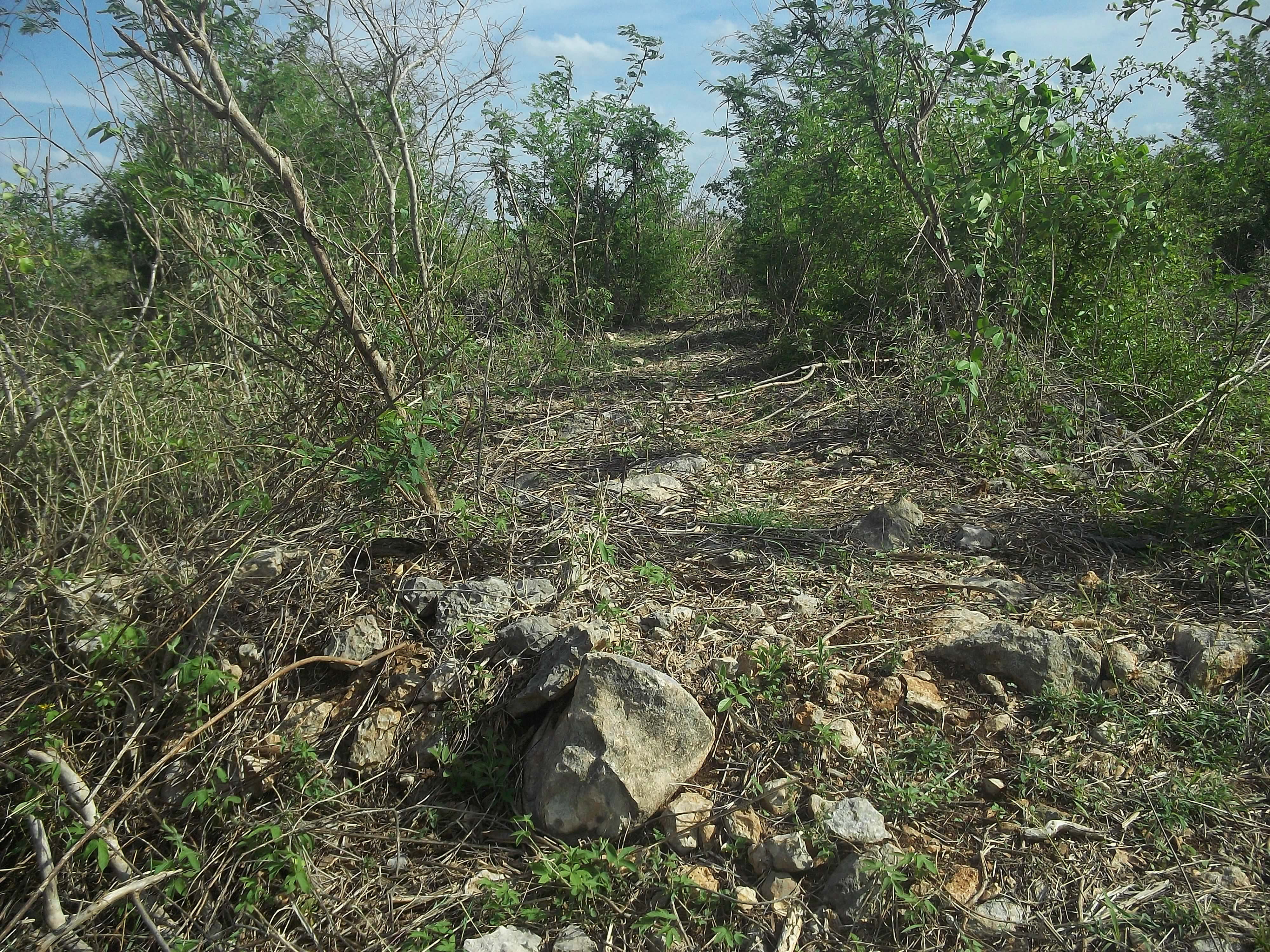